# Большая Вочерма
Большая Вочерма (мар. Кугу Вочарма) — деревня в Мари-Турекском районе Республики Марий Эл. Входит в состав Косолаповского сельского поселения.

## География
Находится в восточной части Республики Марий Эл на расстоянии приблизительно 21 км по прямой на север от районного центра, посёлка Мари-Турек.

## История
Образована в 1559 году. В 1722 году упоминается как деревня Вочарма Сабацкой волости с населением 41 душа. В 1745 году в ней зарегистрировано 64 души. В 1795 году в ней было 9 дворов, 69 ясачников, а в 1834 году — 30 дворов, 222 жителя. В 1905 году в деревне было 42 двора, 246 жителей, в 1959 году — 157, в 1970 году — 135, а в 1979 году — 113. В 2000 году в деревне насчитывается 37 дворов. Многие жители деревни, получив благоустроенное жильё, переехали в своё время в деревню Сысоево на центральную усадьбу совхоза «Октябрьский». В советское время работали колхозы «Саска», имени Калинина, совхозы «Первое мая» и «Октябрьский».

## Население
Население составляло 107 человек (мари 96 %) в 2002 году, 89 — в 2010.

## Известные уроженцы
- Суворов Сергей Романович (1922—1942) — первый Герой Советского Союза из народа мари.
- Соловьёв Александр Романович (1927—2002) — заслуженный учитель школы РСФСР.
- Соловьёв Виктор Степанович (род. 1934) — марийский советский и российский учёный-философ, доктор философских наук, профессор, партийный и общественный деятель. Заслуженный деятель науки Марийской АССР (1984). Лауреат Государственной премии Республики Марий Эл (2011). Действительный член Академии социальных наук России (1994). Член КПСС.